# Wysszaja liga kirgiska w piłce nożnej (2008)
Wysszaja liga (2008) – 17. edycja najwyższej piłkarskiej klasy rozgrywkowej w Kirgistanie. Rozgrywki odbywają się systemem wiosna-jesień. Wzięło w nich udział 9 drużyn, grając systemem kołowym w 2 rundach. Tytuł obroniła drużyna Dordoj-Dinamo Naryn. Tytuł króla strzelców zdobyli Hurszid Lutfullajew (Abdysz-Ata Kant) oraz David Tetteh (Dordoj-Dinamo Naryn), którzy strzelili po 13 goli.
Na początku sezonu z rozgrywek wycofał się zespół Łokomotiw Dżalalabad. Jego wyniki nie zostały uwzględnione w ligowej tabeli.

## Tabela końcowa
|   | Klub                      | M  | Z  | R | P  | Br+ | Br- | Pkt | Uwagi               |
| 1 | Abdysz-Ata Kant           | 16 | 12 | 3 | 1  | 48  | 5   | 39  | Baraż o mistrzostwo |
| 2 | Dordoj-Dinamo Naryn       | 16 | 12 | 3 | 1  | 34  | 5   | 39  | Baraż o mistrzostwo |
| 3 | Ałaj Osz                  | 16 | 9  | 2 | 5  | 22  | 16  | 29  |                     |
| 4 | Neftczi Koczkorata        | 16 | 9  | 1 | 6  | 32  | 22  | 28  |                     |
| 5 | Szer-Ak-Dan Biszkek       | 16 | 7  | 2 | 7  | 29  | 24  | 23  |                     |
| 6 | Dżasztyk-Ak-Ałtyn Karasuu | 16 | 5  | 5 | 6  | 18  | 20  | 20  |                     |
| 7 | FK Kant-77                | 16 | 4  | 5 | 7  | 20  | 28  | 17  |                     |
| 8 | Dordoj-Płaza Biszkek      | 16 | 2  | 1 | 13 | 12  | 46  | 7   |                     |
| 9 | Abdysz-Ata-91 Kant        | 16 | 1  | 0 | 15 | 10  | 59  | 3   |                     |

## Baraż o mistrzostwo
| 26 października 2008 | Dordoj-Dinamo Naryn · Mirłan Murzajew 71' | 1:0 | Abdysz-Ata Kant | Stadion Spartak, Biszkek |
|                      |                                           |     |                 |                          |

Zespół Dordoj-Dinamo Naryn został mistrzem Kirgistanu w tym sezonie.